# Branco (fodboldspiller)
 For alternative betydninger, se Branco. (Se også artikler, som begynder med Branco)
Cláudio Ibrahim Vaz Leal (bedre kendt som Branco) (født 4. april 1964 i Bagé, Brasilien) er en tidligere brasiliansk fodboldspiller, der som venstre back på Brasiliens landshold vandt guld ved VM i 1994 i USA. Han huskes her for sit sejrsmål i kvartfinalen mod Holland, hvor han ti minutter før tid scorede til slucifrene 3-2 på et frispark fra 30 meters afstand.
I alt nåede Branco, mellem 1985 og 1995 at spille 72 landskampe og score ni mål for brasilianerne, som han også repræsenterede ved både VM i 1986 og VM i 1990, og vandt Copa América med i 1989.
Branco spillede på klubplan for en lang række klubber i både hjemlandet, Europa og USA. Han var blandt andet tilknyttet Internacional og Fluminense, italienske Brescia Calcio og Genoa CFC, portugisiske FC Porto og Metrostars i USA.